# المدرسة الوطنية للهندسة المعمارية
المدرسة الوطنية للهندسة المعمارية (بالفرنسية: L'École nationale d'architecture) (ENA) هي مؤسسة عمومية لتعليم الهندسة المعمارية. تعتبر المدرسة إحدى مؤسسات التعليم العالي ذات الولوج المحدود، أي يلجها التلاميذ المغاربة الحاصلون على شهادة البكالوريا (أو ما يعادلها) بامتياز مستحسن -على الأقل- في شعب العلوم التجريبية أو العلوم الرياضية أو التقنيات أو الاقتصاد، شريطة النجاح في مباراة. وتستمر الدراسة بها لمدة ست سنوات موزعة على ثلاثة أسلاك تتوج بالحصول على دبلوم مهندس معماري، كما تتيح المدرسة إمكانية متابعة الدراسة بها سنتين بعد ذلك في سلك الدكتوراه.

## تقديم
يوجد فرع الرباط للمدرسة الوطنية للهندسة المعمارية بالمركب الجامعي لحي العرفان، ويشغل موقعا بحوالي 1,6 هكتار، بالإضافة إلى مساحة خارجية تقدر بحوالي 20000 مترا مربعا.
تضاعف عدد طلاب المدرسة منذ نشأتها. ونظرا للحاجة الملحة للمهندسين المعماريين من أجل الإسهام في إحداث مشاريع التنمية في جهات المغرب، فقد قررت إدارة المدرسة إنشاء فروع أخرى. وهكذا تأسس فرعا كل من فاس وتطوان سنة 2009، بينما أُطلِق فرع مراكش سنة 2011، في حين رأى فرع أكادير النور في سنة 2016.
تتمثل مهمات المؤسسة في التأطير والبحث ونشر الثقافة المعمارية وتوجيه الدراسات لصالح الإدارات العمومية، إلى جانب إعداد وتسليم دبلوم المهندس المعماري ودكتوراه دبلوم الدراسات العليا المعمقة (DESA).

## محتوى التكوين
المنهج التعليمي في المدرسة الوطنية للهندسة المعمارية مقسّم إلى 12 فصلا، وموزّع إلى وحدات تعليمية إلزامية وأخرى اختيارية. ويشمل المنهج مجموعة واسعة من التخصصات:
- النظرية والممارسة في المشاريع،
- التخطيط وعلوم المدن،
- التمثيل والتعبير المرن،
- التعليم العلمي والتقني،
- العلوم الإنسانية والاجتماعية،
- تدريس اللغات.

## التكوين المستمر
لمواجهة التغيرات التكنولوجية والتنظيمية والاقتصادية والاجتماعية التي تغير ظروف مهنة المهندس المعماري يومياً، تُقدم المدرسة الوطنية للهندسة المعمارية تدريباً مستمراً يساهم في تنمية مهنيي المجال. وتواصل إدارة التدريب تقديم عدة دورات تكوينية في مختلف الميادين. مثلا، في عام 2010 أطلقت دبلوما جامعيا في «التجديد الحضري وسياسات المدينة»، في المغرب بشراكة مع جامعة باريس إست مارن لا فاليه الفرنسية. كما نظمت دورة تكوينية في عام 2017 لفائدة المدرِسين في موضوع «المحاكاة الحرارية للمباني عن طريق برنام ديزاين» بشراكة مع المؤسسة الألمانية للتعاون الدولي.

## تكوين ما بعد الدبلوم
تقدم المدرسة الوطنية للهندسة المعمارية تداريب متخصصة بعد دبلوم المهندس المعماري:
- دكتوراه دبلوم الدراسات العليا المعمقة في: «المسكن، الهندسة المعمارية والتوسع الحضري للأراضي»، يستمر التكوين في هذا الدبلوم عامين.
- ماستر في الهندسة المعمارية والمناظر الطبيعية والتخطيط الإقليمي: أُحدِث هذا الماستر في إطار شراكة بين المدرسة وجامعة ريدجو كالابريا المتوسطية الإيطالية ومدرسة برشلونة التقنية العليا للهندسة المعمارية ومعهد الحسن الثاني للزراعة والبيطرة بالرباط.
- دبلوم عالي في العمارة والتراث ومهن التراث: في إطار شراكة المدرسة مع مدرسة شيلوت للدراسات المتقدمة. جددت المدرسة هذا الماستر نظرًا لنجاح الإصدار الأول منه.

## روابط خارجية
- الموقع الرسمي للمدرسة الوطنية للهندسة المعمارية